# Pčinjski upravni okrug
Pčinjski upravni okrug (ćirilično: Пчињски управни округ) se nalazi u Južnoj Srbiji, a graniči s Kosovom, Bugarskom i Sjevernom Makedonijom.

## Općine
Pčinjski upravni okrug sastoji se od sedam općina.
- Vladičin Han
- Surdulica
- Bosilevgrad
- Trgovište
- Vranje
- Bujanovac
- Preševo

## Stanovništvo
Srbi su najbrojniji narod, Albanci su najveća nacionalna manjina u Pčinjskom upravnom okrugu, u općinama Bujanovac i Preševo oni su većinski narod.

### Popis stanovništva 1992.
- Srbi = 60,4%
- Albanci = 26,5%
- Romi = 5,7%
- Bugari = 4,4%
- ostali= 3%

### Popis stanovništva 2002.
- Srbi = 147.046 (64,58%)
- Albanci = 54.795 (24,07%)
- Romi = 12.073 (5,3%)
- Bugari = 8.491 (3,73%)
- ostali = 5.285 (2,32%)

## Gospodarstvo
Gospodarstvo se temelji na industriji u glavnom gradu okruga Vranju, Glavne gospodarske grane su 
- rudarstvo,
- građevinarstvo,
- trgovina,
- poljoprivreda,
- šumarstvo.

Najpoznatije tvornice su:  DIV tvornice duhana, i holding kompanije Simpo i Jumko.